# Nititorn Sripramarn
Nititorn Sripramarn (thailändisch นิติธร ศรีประมาณ, * 31. Juli 2000 in Chonburi) ist ein thailändischer Fußballspieler.

## Karriere
Nititorn Sripramarn erlernte das Fußballspielen in der Jugendmannschaft des Chonburi FC. Hier unterschrieb er im Juni 2018 auch seinen ersten Vertrag. Der Verein aus Chonburi spielte in der ersten Liga. Die Saison 2019 spielte er auf Leihbasis beim Drittligisten Banbueng Phuket City FC. Mit dem Verein, der in Phuket beheimatet war, spielte er in der Lower Region der Liga. Zur neuen Saison zog der Verein nach Chonburi und spielte unter dem Namen Banbueng FC in der Eastern Region der Liga. Nach der Ausleihe kehrte er Ende November 2020 nach Chonburi zurück. Im Juni 2021 wechselte er bis Saisonende auf Leihbasis zum Drittligisten Songkhla FC. Der Verein aus Songkhla trat in der Southern Region der Liga an. Zu Beginn der Saison 2022/23 lieh ihn der Erstligaabsteiger Samut Prakan City FC aus dem benachbarten Samut Prakan aus. Sein Zweitligadebüt gab Nititorn Sripramarn am 20. August 2022 (2. Spieltag) im Auswärtsspiel gegen den Uthai Thani FC. Hier wurde er in der 42. Minute für Pardsakorn Sripudpong eingewechselt. Das Spiel endete 1:1. Nach der Saison, in der er 22 Ligaspiele bestritt, kehrte er nach Chonburi zurück. Hier wurde sein Vertrag nicht verlängert. Von Juni 2023 bis Dezember 2023 war er vertrags- und vereinslos. Anfang Januar 2024 nahm ihn der Zweitligist Pattaya United FC aus dem Seebad Pattaya unter Vertrag. Am Ende der Saison 2024/25 belegte er mit Pattaya den 16. Tabellenplatz und musste somit in die dritte Liga absteigen.